# Haker (slang komputerowy)
Haker (ang. hacker) – osoba o dużych, praktycznych umiejętnościach informatycznych (lub elektronicznych), która identyfikuje się ze społecznością hakerską. Hakerzy odznaczają się bardzo dobrą orientacją w Internecie, znajomością języków programowania, a także znajomością systemów operacyjnych, głównie tych z rodziny Unix i pochodnych (BSD, GNU/Linux itp.).

## Etymologia
Angielskie słowo hacker pochodzi od hack. Wyraz hack wśród studentów Massachusetts Institute of Technology w latach 60. XX w. odnosił się do płatanych żartów, takich jak np. owinięcie górującej nad kampusem uniwersyteckim kopuły folią odbijającą promienie świetlne. Aby zasłużyć na to określenie, żarty musiały się wyróżniać szczególną pomysłowością i stylem oraz nie przynosić szkody.
Miano hakera nadawali sobie wzajemnie niektórzy członkowie Tech Model Railroad Club (Modelarskiego Klubu Kolejowego) i Artificial Intelligence Laboratory działającego na tej uczelni. Część z nich przeniosła później swoje zainteresowanie na komputery – można ich uważać za pierwowzór dzisiejszych hakerów.

## Technologia
Nie wszystkie systemy komputerowe są w równym stopniu podatne na hakowanie. Hakerów z tego powodu spotyka się dużo częściej wśród użytkowników systemów uniksowych, szczególnie systemów FOSS takich jak GNU/Linux, choć również zamknięte uniksy zwykle są bardzo przyjazne dla programisty.
Najpopularniejszymi językami programowania wśród hakerów są te, które umożliwiają szybkie stworzenie interesujących i użytecznych programów, i dają programiście bardzo dużą kontrolę nad programem. Do takich języków należą C (współcześnie również C++) i Perl, języki funkcyjne (Lisp, Haskell) oraz wiele nowych języków interpretowanych (Python, Ruby itp.).

## Kultura i społeczność hakerów
Hakerzy nigdy nie mieli instytucji, które unifikowałyby całą ich społeczność, choć Internet przyniósł wiele kanałów, które zwiększają stopień jej integracji. Specyficzne dla społeczności cechy rozpowszechniają się jedynie przez kontakt pomiędzy poszczególnymi grupami. Istnieje też drugi mechanizm rozpowszechniania cech kultury hakerskiej – konwergencja. W kulturze hakerskiej, będącej subkulturą, jednymi z najważniejszych wartości są umiejętności techniczne i technika sama w sobie, jednak wartościami, które scalają społeczność hakerów, są przede wszystkim ruchy wolnościowe, w tym m.in. Wolne oprogramowanie i późniejszy ruch Open Source. Ponieważ technologie informacyjne rozwijane są we wszystkich miejscach jednocześnie, te same wytwory działalności hakerskiej mogą się niezależnie rozprzestrzeniać w wielu autonomicznych społecznościach. Taki charakter miało rozpowszechnienie się m.in. GNU/Linuksa, Perla czy Open Source – rozpowszechniały się one jednocześnie wśród wielu hakerów i ich lokalnych środowisk, ze względu na swój wpływ na możliwości hackowania, a nie ze względu na wpływ centralnych instytucji.
Według Manuela Castellsa, twórcy trzytomowego dzieła poświęconego społeczeństwu informacyjnemu pt. The Age of Information kultura hakerska opiera się przede wszystkim na kulturze technomerytokratycznej, która z kolei opiera się na podnoszeniu kwalifikacji technicznych. Podnoszone kwalifikacje techniczne z kolei pozwalają na ciągłe dzielenie się wiedzą związaną z dostępnością do kodu źródłowego.
Jedną z naczelnych wartości w środowisku hakerów według Castellsa jest wolność – w trzech wymiarach:
- wolność tworzenia
- wolność w dostępie do wiedzy
- wolność form dzielenia się wiedzą

Castells kulturę hakerów określa także jako kulturę daru.
Drugą z istotnych wartości jest uznanie, prestiż, jaki może zyskać haker w środowisku przez udostępnianie własnych nowatorskich programów, czy rozwiązań w istniejących już programach. Prestiż wynikający z twórczego wykorzystania wiedzy dla tworzenia nowych technologii i dzielenia się z nimi, jest podstawą do budowania autorytetu w środowisku hakerów. Formalne wykształcenie natomiast nie przekłada się na uznanie hakerów, większość z nich to jednak studenci, szczególnie kierunków technicznych i nauk ścisłych.
Mimo iż hakerzy mają możliwość spotykania się poza internetem, najczęściej interakcje między nimi mają charakter wirtualny. Komunikacja także ma charakter nieformalny, dlatego też nie używają oni imion i nazwisk, tworząc swoją tożsamość wokół stworzonych przez siebie nicków.

### Żargon hakerów
Hakerzy posługują się specyficznym, do pewnego stopnia hermetycznym językiem. W Polsce jest to zwykle mieszanina polskiego, angielskiego, słownictwa technicznego i słów typowych dla kultury hakerskiej.
Eric Raymond redaguje Jargon File, angielskojęzyczny słownik żargonu hakerów.
Używanie żargonu jest dla hakerów koniecznością, ponieważ muszą się oni efektywnie komunikować w wielu tematach, które nie są obecne w głównym nurcie języka, choćby ze względu na ich nowość. Dotyczy to nie tylko słów ściśle technicznych, lecz również mniej technicznych określeń, które jednak są dużo krótsze i precyzyjniejsze od tych udostępnianych przez tradycyjne formy języka, takich np. BOFH (dosłownie bastard operator from hell, czyli administrator-drań z piekła w znaczeniu administrator o bardzo niskim poziomie tolerancji na błędy i głupotę użytkowników), trywialne (w sensie bez potencjału do hackowania, nie zasługujące na zainteresowanie – widać tu odniesienie do żargonu matematycznego), czy thinko (w znaczeniu błąd spowodowany chwilowym zaburzeniem procesów myślowych, który jest potem oczywisty dla osoby która go popełniła, od think – myśleć przez analogię do typo – literówka spowodowana nieuważnym pisaniem na klawiaturze).

### Emblemat hakerów

W październiku 2003 roku Eric Raymond zaproponował emblemat hakerski: szybowiec z Game of Life (ang. gra w życie). Został on bez większych głosów sprzeciwu zaakceptowany przez społeczność, chociaż część hakerów uważa, że społeczność nie powinna mieć godła jako takiego.

## Hakerzy a cyberprzestępczość
Znaczenie słowa „haker” w masowych mediach jest inne niż stosowane przez społeczność hakerską. Media powszechnie używają go wobec osób łamiących zabezpieczenia systemów komputerowych, co w słownictwie informatycznym określa się mianem „crackingu”, a osoby łamiące te zabezpieczenia mianem „crackerów”. Określanie crackerów mianem hakerów jest bardzo źle widziane w środowisku, gdyż etyka hakerska sprzeciwia się cyberprzestępczości. Crackingiem zajmują się również osoby bez hakerskich umiejętności, używające gotowych programów do łamania zabezpieczeń. Wśród hakerów takie osoby określa się pejoratywnie script kiddie (dosłownie skryptowy dzieciak).